# Kombinat
I kombinat erano complessi industriali dell'Unione Sovietica, atti a conglomerare in una certa area un numero di imprese statali specializzate in un determinato settore. Essi erano di varia natura ma generalmente legati all'industria siderurgica e a quella della meccanica pesante.